# سان ميشيل موندوفي
سان ميشيل موندوفي هيبلدية (كوميون) في مقاطعة كونيو في المنطقة الإيطالية بيدمونت، وتقع على بعد نحو 80 كيلومتر (50 ميل) جنوب تورينو وحوالي 30 كيلومتر (19 ميل) شرق كونيو. اعتبارًا من 31 ديسمبر 2004، كان عدد سكانها 2064 نسمة ومساحتها 18.2 كيلومتر مربع (7.0 ميل2). 
تقع سان ميشيل موندوفي على حدود البلديات التالية: ليزينو، مومباسيليو، موناستيرولو كاسوتو، ونيلا تانارو، توري موندوفي، فيكوفورتي.